# Claes Mebius
Claes Albert Mebius, född den 15 november 1854 i Arvika församling, död den 22 februari 1947 i Kungsholms församling, Stockholm, var en svensk fysiker och skolman.
Mebius studerade vid Uppsala universitet från 1873 och vid Stockholms högskola samt på Vetenskapsakademiens fysiska institut från 1881. Han återvände 1883 till Uppsala, där han tog filosofie doktorsgrad 1885 och samma år blev docent i fysik. Mebius utnämndes till lektor 1891 i Norrköping och 1892 vid Realläroverket i Göteborg. 
Mebius utförde en hel del experimentalundersökningar angående elektriska strömmar, särskilt i vakuumrör och elektriska gnistor. Även teoretiska arbeten angående fysiska företeelser inom optiken och elektricitetsläran utfördes av Mebius. Han bidrog också i hög grad till spridandet av intresse för fysiken genom bildandet av de fysiska sällskapen i Uppsala och Göteborg. 
Mebius blev 1892 medlem av Vetenskaps- och vitterhetssamhället i Göteborg. Han erhöll 1918 professors namn, heder och värdighet, tog 1920 avsked från lektoratet och var 1921–24 censor vid studentexamina.